# 宮崎謙彦
宮崎 謙彦（みやざき のりひこ、1969年9月1日 - ）は、日本の元男子バレーボール選手。

## 来歴
愛媛県西条市出身。高槻市立磐手小学校、高槻市立第八中学校（1年生）、西条市立東中学校（2・3年生）、愛媛県立西条高等学校、中央大学（法学部法律学科）を経て松下電器（現:パナソニックパンサーズ）に入社。全日本代表に1992年から選出され活躍した。

## 球歴
- 全日本代表としての主な国際大会出場歴
  - 世界選手権 - 1994年アテネ、1998年日本
  - アジア大会　-　1994年広島　優勝（金メダル）、1998年バンコク
  - ワールドリーグ　-　1993年-1997年　
  - アジア選手権　-　1993年、1995年、1997年
- 第26回日本リーグ　-　新人賞を受賞。
- 第1回　Vリーグ　-　猛打賞
- 第4回　Vリーグ　-　レギュラーラウンド2位（ベスト6）
- 第5回　Vリーグ　-　レギュラーラウンド1位（ベスト6）
- 天皇杯・黒鷲旗大会
  - 1995年　-　準優勝（敢闘賞、ベスト6）
  - 1997年　-　準優勝（敢闘賞、ベスト6）
    - 1998年　-　優勝（黒鷲賞【最高殊勲選手賞】、ベスト6）　
    - 2000年　-　ベスト6

## メディア出演
- TBSオールスター感謝祭に2度出演：赤坂5丁目ミニマラソンで3位
  - 第10回春高バレーコーチングキャラバン「泣いたりせんぜよ　バレーが好きやき」高知県立高知工業高等学校編（2010年12月29日、高知さんさんテレビ）